# Sphinx (générateur de documentation)
Pour les articles homonymes, voir Sphinx.
 (mars 2024).
Sphinx est un générateur de documentation libre. Il a été développé par Georg Brandl pour la communauté Python en 2008, et est le générateur de la documentation officielle de projets tels que Python, Django, Selenium, Urwid, ou encore Qpdf, Bazaar, etc.

## Caractéristiques
Il s'appuie sur des fichiers au format reStructuredText, qu'il convertit, entre autres, en HTML, PDF, EPUB, ou man.
Il supporte, entre autres, l'autogénération à partir du code source ou l'intégration de formules mathématiques.
Il supporte aussi l'auto-exécution de tests intégrés dans la documentation.